# Matti Salminen

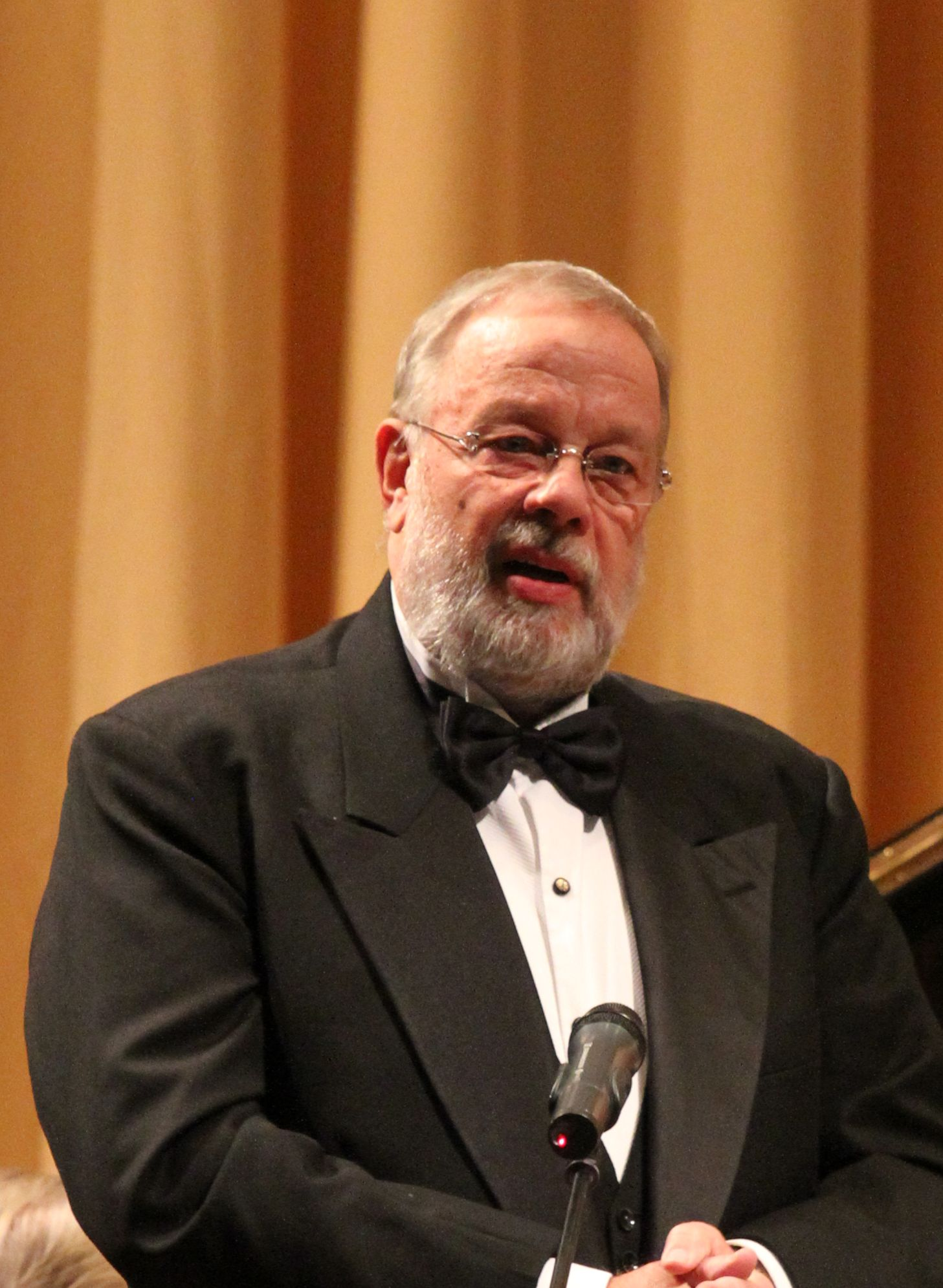
Matti Salminen.

Matti Salminen (nacido el 7 de julio de 1945, en Turku) es un bajo finlandés que se ha destacado en las óperas de Richard Wagner.
Uno de los mejores bajos del mundo, Matti Salminen posee un registro de bajo profundo similar a sus antecesores Gottlob Frick, Martti Talvela y Kurt Moll y ha cantado en la totalidad de los más importantes teatros de ópera, entre los que se incluyen el Metropolitan, Covent Garden, La Scala, el Gran Teatro del Liceo en Barcelona, Teatro Real de Madrid, Teatro Colón (Buenos Aires), París, Berlín, Hamburgo y el Festival de Bayreuth. Pertenece al elenco de la ópera de Zúrich y canta frecuentemente en su Finlandia natal.
Salminen ha cantado la totalidad de papeles para bajo del repertorio wagneriano, interpretando un buen número de ellos en el Festival de Bayreuth, donde debutó en 1976 en El Anillo del Nibelungo dirigido por Pierre Boulez en la producción del Centenario de la obra, de Patrice Chéreau, haciendo los papeles de Fasolt, Fafner y Hunding. En Parsifal encarnó a Titurel en las diez temporadas en que se representó la obra entre 1976 y 1987. Sin embargo, no consiguió encarnar en el Festival al otro bajo de esta obra, el papel de Gurnemanz, debido al monopolio que ostentó otro destacado bajo, Hans Sotin, que lo cantó ininterrumpidamente entre 1976 y 1999. Fue también Daland en El holandés errante dirigido por Peter Schneider y Woldemar Nelsson; (1978-1985), el Rey Marke de Tristán e Isolda (1981-1983 y 1986-1987), de la mano de Daniel Barenboim; Pogner en Los maestros cantores de Nuremberg con Horst Stein (1983) y el Landgrave Hermann en Tannhäuser con Giuseppe Sinopoli (1985).
Fuera del repertorio wagneriano, se ha destacado como Felipe II (Don Carlos/Don Carlo de Verdi), Sarastro en La flauta mágica y el Comendador en Don Giovanni, de Mozart y Boris (Borís Godunov de Músorgski). 
Ha tenido actuaciones muy destacadas también en óperas finlandesas como The Horseman, de Aulis Sallinen y Rasputin de Einojuhani Rautavaara y en el Festival de Savonlinna.

## Discografía
- Sallinen: Ratsumies (Antti) / Ulf Söderblom, Festival de Savonlinna (1975)
- Monteverdi: La Coronación de Poppea (Séneca) / Nikolaus Harnoncourt, Ópera de Zúrich (DVD, 1979)
- Wagner: Parsifal (Titurel) / Rafael Kubelik, Orquesta de la Radio de Baviera (1980)
- Wagner: El Anillo del Nibelungo (Fasolt y Hunding) / Pierre Boulez, Festival de Bayreuth (DVD, 1980)
- Wagner: El Anillo del Nibelungo (Fafner y Hagen) / Marek Janowski, Staatskapelle Dresde (1980)
- Wagner: Parsifal (Titurel) / Horst Stein, Festival de Bayreuth (DVD, 1981)
- Verdi: Aida (Ramfis) / Daniel Barenboim, Staatskapelle Berlín (1982)
- Wagner: Tristán e Isolda (Rey Marke) / Daniel Barenboim, Festival de Bayreuth (DVD, 1983)
- Mozart: El rapto del Serrallo (Osmin) / Nikolaus Harnoncourt, Ópera de Zúrich (1985)
- Wagner: Parsifal (Titurel) / James Levine, Festival de Bayreuth (1985)
- Wagner: El holandés errante (Daland) / Woldemar Nelsson, Festival de Bayreuth (DVD, 1985)
- Verdi: Don Carlo (Gran Inquisidor) / Herbert von Karajan, Filarmónica de Berlín (DVD, 1986)
- Mozart: La Flauta Mágica (Sarastro) / Nikolaus Harnoncourt, Ópera de Zúrich (1988)
- Wagner: El Anillo del Nibelungo (Hunding) / Bernard Haitink, Orquesta de la Radio de Baviera (1988)
- Wagner: Tannhäuser (Landgrave Hermann) / Giuseppe Sinopoli, Philharmonia Orchestra (1988)
- Wagner: El Anillo del Nibelungo (Hagen) / Wolfgang Sawallisch, Ópera Estatal de Baviera (DVD, 1989)
- Wagner: El Anillo del Nibelungo (Fafner y Hagen) / James Levine, Metropolitan de Nueva York (DVD, 1990)
- Mozart: Don Giovanni (El Comendador) / Daniel Barenboim, Filarmónica de Berlín (1991)
- Sallinen: Kullervo (Kalervo) / Ulf Söderblom, Ópera Nacional Finlandensa (1992)
- Wagner: Tristán e Isolda (Rey Marke) / Daniel Barenboim, Filarmónica de Berlín (1995)
- Weber: Das Freischütz (Kaspar) / Nikolaus Harnoncourt, Filarmónica de Berlín (1995)
- Mozart: Don Giovanni (El Comendador) / Claudio Abbado, Orquesta de Cámara de Europa (1997)
- Weber: Das Freischütz (Kaspar) / Nikolaus Harnoncourt, Ópera de Zúrich (DVD, 1999)
- Mozart: La Flauta Mágica (Sarastr) Franz Welser-Möst, Ópera de Zúrich (DVD, 2000)
- Mozart: Don Giovanni (El Comendador) / Nikolaus Harnoncourt, Ópera de Zúrich (DVD, 2001)
- Verdi: Aida (Ramfis) / Nikolaus Harnoncourt, Wiener Staatsoper (2002)
- Rautavaara: Rasputín / Mikko Franck, Ópera Nacional Finlandensa (DVD, 2003)
- Músorgski: Boris Godunov / Sebastian Weigle, Liceo de Barcelona (DVD, 2004)
- Wagner: El Anillo del Nibelungo (Hagen) / Bertrand de Billy, Liceo de Barcelona (DVD, 2004)
- Wagner: Parsifal (Gurnemanz) / Kent Nagano, Deustche Oper de Berlín (DVD, 2004)
- Wagner: Los Maestros Cantores de Núremberg (Pogner) / Franz Welser-Möst, Ópera de Zúrich (DVD, 2004)
- Beethoven: Fidelio (Rocco) / Zubin Mehta, Orquesta de la Comunidad Valenciana (DVD, 2006)
- Verdi: Aida (Ramfis) / Adam Fischer, Ópera de Zúrich (DVD, 2006)
- Wagner: El Anillo del Nibelungo (Fasolt, Hunding y Hagen) / Zubin Mehta, Orquesta de la Comunidad Valenciana (DVD, 2007)
- Wagner: Parsifal (Gurnemanz) / Bernard Haitink, Ópera de Zúrich (DVD, 2007)
- Wagner: Tristán e Isolda (Rey Marke) / Daniel Barenboim, Scala de Milán (DVD, 2007)
- Mozart: La Flauta Mágica (Sarastro) / Nikolaus Harnoncourt, Ópera de Zúrich (DVD, 2007)